# Salvador Barba
Salvador Barba Cortés fue un futbolista mexicano que jugaba en la posición de delantero. 
Jugó en el Club Deportivo Guadalajara, en los Tecos de la UAG, en el Club Deportivo Irapuato y en el Club Deportivo Tapatío. 
Salvador, anotó el gol histórico en la final de la Segunda división entre Irapuato y Tecos el 5 de julio de 1975 en el Estadio Azteca, jugando con Edgar Plascencia, quien de primera intención le regresó de talón el balón, eludiendo la barrida del defensa Rafael Márquez, quedando sólo con el portero Punk Rodríguez, anotando el único gol del partido que le dio el ascenso a Tecos a la primera división.

## Clubes
| Club                       | País   | Año |
| -------------------------- | ------ | --- |
| Club Deportivo Guadalajara | México | ?   |
| Tecos de la UAG            | México | ?   |
| Club Deportivo Irapuato    | México | ?   |
| Club Deportivo Tapatío     | México | ?   |